# Rancho Santa Margarita (Kalifornija)
Rancho Santa Margarita je grad u američkoj saveznoj državi Kalifornija. Prema popisu stanovništva iz 2010. u njemu je živjelo 47.853 stanovnika.